# Jan Koutný
Jan Koutný (24. června 1897 Vyškov - 18. července 1976 Praha) byl český a československý gymnasta, olympionik, který získal dvě stříbrné medaile z Olympijských her. V Paříži 1924 získal stříbro za přeskok koně nadél, v Amsterdamu 1928 vyhrál stříbrnou medaili jako člen čs. družstva.
Pracoval jako bankovní úředník ve Zvolenu. Během druhé světové války působil v armádě ve Velké Británii, byl také členem Sokola.